# Bemiparina sódica
La bemiparina es un medicamento antitrombótico perteneciente al grupo de las heparinas de bajo peso molecular (HBPM).

## Usos médicos
Al igual que otras heparinas de bajo peso molecular, la bemiparina se utiliza para prevenir y tratar tromboembolismos. Su vía de administración es mediante inyección subcutánea. También se utiliza para prevenir la coagulación de la sangre en un circuito de hemodiálisis extracorpóreo.

## Contraindicaciones
Este medicamento está contraindicado en pacientes con antecedentes de trombocitopenia inducida por heparina con o sin coagulación intravascular diseminada. Tampoco está indicado en pacientes con sangrado agudo o riesgo de ello; con lesiones o cirugías del sistema nervioso central, ojos u oídos; deterioro grave del hígado o páncreas; y endocarditis bacteriana aguda o subaguda.

## Interacciones
No se han realizado estudios de interacción con otros medicamentos. Sin embargo, se evita su administración junto a otros medicamentos anticoagulantes o que aumenten el riesgo de sangrado, como el ácido acetilsalicílico, ibuprofeno y otros antiinflamatorios no esteroideos (AINE), antiagregantes plaquetarios o corticoesteroides.

## Química
Al igual que la semuloparina, la bemiparina está clasificada como una ultra-HBPM debido a su baja masa molecular de 3600 g/mol de media (Como referencia, la enoxaparina tiene 4500 g/mol). Estas heparinas tienen una menor acción sobre la antitrombina que otras HBPM y actúan fundamentalmente en el factor Xa, reduciendo el riesgo de sangrado.